# Sauvat
Sauvat é uma comuna francesa na região administrativa de Auvérnia-Ródano-Alpes, no departamento de Cantal. Estende-se por uma área de 14,33 km². Em 2010 a comuna tinha 220 habitantes (densidade: 15,4 hab./km²).